# Большой переполох в маленьком Китае
«Большо́й переполо́х в ма́леньком Кита́е» (англ. Big Trouble in Little China) — художественный фильм 1986 года, в жанре комедия с элементами мистики и боевика, режиссёра Джона Карпентера. Рейтинг картины PG-13. Главные роли в картине исполнили Курт Расселл, Ким Кэттролл, Джеймс Хонг, Виктор Вонг.
Согласно оригинальному сценарию Гэри Голдмана и Дэвида Вайнштейна картина должна была быть «вестерном» с сюжетом, протекающим в 1880 годах, студия наняла сценариста Рихтера для адаптации и модернизации сценария. Затем был нанят режиссёр Джон Карпентер, который должен был снять картину, чтобы она успела выйти в прокат до схожей по теме картины с Эдди Мэрфи под названием «Золотой ребёнок». Съемки фильма проходили в китайском квартале Сан-Франциско.
В центре сюжета история дальнобойщика Джека Бёртона, помогающего спасти невесту друга Ванг Чи от могущественного колдуна Дэвида Ло Пэна, который хочет вернуть свою плоть и править миром.
Премьера состоялась 1 июля 1986 года. Фильм провалился в прокате, принеся студии 11,1 миллиона долларов при бюджете 25 миллионов. Изначально планировался бюджет в размере 18 миллионов долларов.
Картина дала начало серии комиксов, компьютерной игре, настольным играм и игрушкам, изображающих персонажей, а один из героев послужил прообразом для персонажа игры «Mortal Kombat».

## Сюжет
Адвокат города Сан-Франциско ведёт беседу с пожилым китайцем Эгг Шэнем (Виктор Вонг), зарабатывающим экскурсиями в Китайском квартале на своём автобусе, пытаясь выяснить у него местоположение Джека Бёртона (Курт Рассел). А также узнать, что произошло и почему половина Китайского квартала сгинула в зелёном пламени. Шэнь показывает ему небольшой магический фокус и начинает рассказ с того, что Джек Бёртон перевозит в Сан-Франциско партию поросят на своём грузовике. Пока его машину разгружают, он садится играть вместе со своим приятелем Ванг Чи (Дэннис Дан). Ван сильно проигрывает Джеку, но обещает вернуть ему всё позже, после того как встретит свою невесту Мяо Инь (Сьюзи Пай). Однако Джек решает поехать вместе с Вангом, чтобы не лишиться своего выигрыша. В аэропорту невесту Ванга похищает местная банда «Властелины смерти».
Джек и Ванг отправляются в погоню за бандитами и становятся свидетелями разборки между двумя бандами (одна из них хоронила своего вожака), в которую вмешиваются три неизвестных ряженных китайца, убивая всех подряд. Пытаясь уехать, Джек сбивает машиной странного престарелого джентльмена, причём без малейшего вреда для последнего. Ванг рассказывает ему, что три ряженных китайца — это духи стихий, а пожилой странный джентльмен — не кто иной, как Дэвид Ло Пен (Джеймс Хонг), могущественный колдун.
В доме Вона Джек вновь встречает журналистку Грейси Ло (Ким Кэттролл) (в первый раз они столкнулись в аэропорту перед похищением), которая рассказывает им где можно найти невесту Ванга. Отправившись туда, Джек сталкивается со стихиями, которые похищают девушку.
Джек и Ванг отправляются в офис компании Ло Пена, проходя туда под видом сотрудников телефонной компании. Дядя Ванга узнаёт о появлении на улице Ло Пена, о пропаже Мяо Инь и просит о помощи старика Эгг Шэня. В лифте Джек и Ванг попадают в ловушку, их допрашивает Ло Пен и они узнают, зачем была похищена Мяо. Оказывается, Ло Пен большей частью бестелесный дух, а заполучить живую физическую оболочку он может, женившись на девушке с зелёными глазами, редкими у китаянок, а у Мяо как раз такие.
Грейси со своей подругой Марго (Кейт Бартон) и приятелем Ванга, Эдди Ли, отправляются в офис Ло Пена и также попадают в западню в лифте. После непродолжительных пыток Джеку и Вангу удаётся бежать, освободив при этом Грейси и остальных. Шэнь помогает им, увезя на своём автобусе. Однако оказывается, что Грейси пропала.
Эгг Шень приглашает в помощь одну из местных банд. Вместе с ними друзья спускаются в подземелье китайского квартала. Перед тем Эгг даёт всем выпить особого зелья придающего силы. Все означенные поднимают тост за крылья свободы и залпом выпивают его.
Тем временем Ло Пен испытывает Грейси, которая тоже зеленоглазая, и Мяо, они проходят испытание и становятся его невестами. Друзья попадают на церемонию, в ходе которой Ло Пен должен обрести плоть женившись на двух девушках с зелёными глазами, удовлетворив тем самым злое на него божество по имени Чин-тай (Шайтан), колдун должен был также принести одну из девушек в жертву проклявшему его китайскому императору чтобы снять с себя сдерживающие проклятие и завладеть вселенной. Он достигает своих целей, но лишь частично и обретает плоть.
Джек убивает Ло Пена и здание начинает рушиться, духи умирают один за другим: Дождь погибает в поединке на мечах с Вангом, Гром буквально лопнул от злости, Молнии на голову сбрасывают тяжёлый камень.
Друзья спасаются благодаря грузовику Джека. Но Джек покидает квартал, не подозревая, что увозит с собой монстра, обитавшего в катакомбах квартала.

## В ролях
- Курт Рассел — Джек Бёртон[11].
- Ким Кэтролл — Грейси Ло
- Деннис Дан — Ванг Чи
- Джеймс Хонг — Дэвид Ло Пэн
- Виктор Вонг — Эгг Шен
- Кейт Бертон — Марго
- Альберт Лён — наёмник Винг Конг
- Джералд Окамура — наёмник Винг Конг
- Сюзи Пай — Мяо Ин
- Джон Карпентер — работник в китайском квартале
- Картер Вонг — Гром
- Питер Квонг — Дождь
- Джеймс Пакс — Молния

- Курт Рассел, исполнитель роли Джека Бёртона.
- Ким Кэттролл, исполнила роль Грейси Ло.
- Джеймс Хонг, исполнитель роли Дэвида Ло Пэна.
- Виктор Вонг, исполнитель роли Эгг Шена.

## Производство

### Сценарий
Первую версию сценария написали Гари Голдмен и Девид Вайнштейн. На написание сценария Голдмана вдохновили фильмы новой волны о боевых искусствах, в которых сочетался восточный мистицизм и модерн. Они написали сценарий вестерна, события которого разворачиваются в 1880-х годах, а Джек Бёртон был ковбоем, приехавшим в город. Голдман и Вайнштейн намеренно соединили в своём сценарии восточный мистицизм и американский вестерн. Они представили свой сценарий исполнительным продюсерам компании «TAFT Entertainment Pictures» Полу Монаху и Кейт Бериш летом 1982 года. Пол Монах заинтересовался сценарием и всё же попросил его переписать, однако результат ему по-прежнему не нравился. Он считал, что основной проблемой сценария было время действия, так как это влияло на всё: стиль, диалог, действие. Голдман отклонил просьбу компании «20th Century Fox» переписать сценарий ещё раз. Он был возмущён желанием студии перенести место действия из прошлого в настоящее время. В связи с этим студия вывела автора из проекта.
Студия наняла опытного сценариста Рихтера, работавшего над картиной «Приключения Бакуру Банзая», для того чтобы переписать сценарий, так как считала что мир «Дикого Запада» плохо сочетается с мистикой и преданиями востока. Сценарист изменил всё. Почти всё из первоначального сценария было изъято за исключением истории Ло Пена. Рихтер посчитал, что в данном случае нужно не переписать сценарий, а полностью переработать. По мнению Рихтера, сценарий был ужасен, так как его переписывали несколько раз и была уже не понятна задумка авторов оригинальной рукописи. В качестве образца для написания сценария Рихтер использовал картину «Ребёнок Розмари». Работа заняла у него около десяти недель. Голдман связался с Рихтером и попросил его выйти из проекта. Рихтер отказал Голдману, объяснив это тем, что ему жаль, что с ним и Вайнштейном не хотят работать, но отметив, что в случае его отказа студия просто наймёт кого-то другого.
Студия «20th Century Fox» хотела исключить имена сценаристов Гари Голдмена и Девида Вайнштейна из титров и пресс-релизов. Студия хотела, чтобы в качестве сценариста было указано имя Рихтера. В марте 1986 года «Гильдия сценаристов США» вынесла решение, согласно которому Голдман и Вайнштейн должны быть указаны как авторы сценария. Тем не менее Рихтер был включён в титры как автор сценария адаптации. Джон Карпентер был разочарован решением Гильдии, так как хотел, чтобы Рихтер был указан в качестве единственного сценариста. Карпентер внёс несколько дополнений в сценарий Рихтера, создав историю для Грейси Ло, которая бы привязывала её к «Китайскому кварталу», однако отснятый материал не вошёл в окончательный вариант картины из-за бюджетных сокращений и оскорбительного для китайского народа содержания.

### Подбор актёров
Продюсеры Бериш и Монах впервые предложили проект Карпентеру в июле 1985 года. Карпентер назвал сценарий Голдмана нечитаемым, однако полным интересных деталей. Режиссёр хотел получить большую звезду для съёмок картины, рассматривались кандидатуры Клинта Иствуда и Джека Николсона, но они оба были заняты.
Студия «20th Century Fox» сделала ставку на восходящую звезду Курта Рассела. Изначально Рассел не был заинтересован в проекте, так как не знал, можно ли исполнить роль Джека так, чтобы он был интересен зрителям. Но после разговора с Карпентером и нескольких прочтений сценария, ему понравилась идея сыграть персонажа, имеющего так много недостатков. Ведь Джек вовсе не герой, он постоянно попадает в неприятности и то и дело падает. Этот человек настоящий хвастун, болтун и самоуверенный неудачник, который полагает, что он «Индиана Джонс», но это не так. Рассел полагал, что картину ожидают сложности в прокате, так как в ней задействована лишь горстка не азиатских актёров, а сюжет фильма строится на китайских легендах, преданиях и истории «Китайского Квартала».
Персонаж Денниса Дуна в кинофильме «Год Дракона» произвёл на Джона Карпентера приятное впечатление. Поэтому режиссёр дважды встречался с актёром, прежде чем предложить ему роль Ванг Чи, всего за несколько дней перед началом подготовки к съёмкам. Боевые искусства, которыми был пропитан фильм, не представляли сложностей для Дуна, который обучался им с раннего детства. По его мнению, его приглашали играть азиатских персонажей в кино потому, что он показал на сцене то, что обычно не демонстрировали азиатские актёры. Он взялся за роль, так как раньше не видел азиатского актёра в таком амплуа. Джеки Чан рассматривался на роль Ванг Чи, однако решил отказаться после провала кассовых сборов нескольких своих фильмов и сосредоточиться на карьере в Гонконге и картине «Полицейская история».
Студия оказывала давление на Карпентера, требуя от него пригласить на роль возлюбленной Джека Грейси Ло рок-звезду, но Карпентер хотел Ким Кэттролл. Студия не была в восторге от этой идеи, так как Ким Кэтролл была известна как актриса комедийного амплуа благодаря картине «Полицейская академия». Она сыграла своего персонажа так, как он был описан, не крича о помощи в каждой сцене и не изображая комичность, которая вытекала сама собой из отношений Грейси и Джека Бёртона.

### Съёмки
Перед началом съёмок Курт Рассел в течение двух месяцев бегал, чтобы сбросить вес. Студия торопилась и опасалась того, что съёмки могут повлечь серьёзный перерасход средств, поэтому наняла Джона Карпентера, дав ему всего 10 недель на подготовку. Съёмочная группа во главе с Карпентером около недели занималась репетициями сцен рукопашного боя.
 Проблемы начали возникать, когда Карпентер узнал, что новый проект Эдди Мёрфи под названием «Золотой ребёнок», в центре сюжета которого схожие мотивы, должен выйти в прокат примерно в то же время, что и «Большой переполох в маленьком Китае». Режиссёр потребовал объяснений от директора картины и студии «Paramount Pictures». Он посчитал появление картины с тем же местом действия, связанной с китайской магией, не совпадением, так как за 20 лет на подобную тему крупнейшими киностудиями не было выпущено ни одного фильма. И уж тем более не в то же самое время. Для того чтобы победить конкурента, производство картины было начато в октябре 1985 года, чтобы она была готова к июлю 1986, за пять месяцев до премьеры «Золотого ребёнка».
 Художник-постановщик Джон Ллойд воссоздал части «Китайского квартала», трёхэтажные дома, дороги, фонари, канализацию. Это было необходимо для создания визуальных эффектов и постановки сложных боевых сцен, которые трудно было отснять на месте. Это вынудило режиссёра снять фильм за 15 недель и потратить 25 миллионов. Для постановки боевых сцен был приглашён хореограф Джеймс Лью, который спланировал всё заранее. Карпентер рассказал о том, что с целью экономии использовал очень дешёвые материалы для съёмок, такие как батуты, верёвки и провода.
Карпентер задумал свою картину как противоположность принятым на тот момент тенденциям боевиков, в его картине главный герой помогает второстепенному герою представителю этнического меньшинства. Герой картины Джек Бёртон, несмотря на свою браваду, изображается неуклюжим человеком, способным потерять сознание ещё до начала схватки. Ванг Чи с другой стороны выглядит как компетентный профессионал. Карпентер говорил, что в действительности фильм о друге Бёртона, который думает, что он главный герой. По словам режиссёра, студия попросила его раскрыть характер Джека Бёртона, и Карпентер придумал сцену пролога с Эгг Шеном и адвокатом в начале картины.

### Визуальные эффекты
Режиссёр Джон Карпентер не был доволен компанией, отвечавшей за визуальные эффекты, по его мнению, они взяли на себя слишком много проектов и поэтому часть материала фильма пришлось вырезать. Глава студии «Boss Film Studios», занимающейся визуальными эффектами, Ричард Эдлуд говорил, что никаких проблем в работе над картиной «Большой переполох в маленьком Китае» у них не было и это один из его любимых фильмов того времени, за исключением «Охотников за привидениями». Визуальные эффекты для картины стоили 2 миллиона, что совсем немного, по мнению Эдлуда. Одним из сложнейших эффектов для фильма было создание летающего глазного яблока, шпионившего для Ло Пена. Конструкция управлялась несколькими кукловодами с десятками кабелей для контроля мимики. Он был снят при помощи специальной системы, смонтированной для него.

### Музыка
Музыка Джона Карпентера к картине была номинирована на премию «Сатурн». Своей музыкой к фильму Карпентер пытался избежать клише, так как обнаружил, что другие картины, связанные с китайской культурой, имеют похожую музыку с восточными мотивами. Карпентер отдал предпочтение своей музыке, исполненной на синтезаторе, смешанную с рок-н-ролом.
В СССР фильм распространялся на видеокассетах (VHS) в авторских (одноголосых) переводах: Алексея Михалева, Василия Горчакова и Леонида Володарского.

### Критика
Фильм вошёл в топ 500 фильмов всех времён по версии журнала «Империя» заняв 430 строчку.

## Наследие

### Видеоигра
В 1986 году вышла игра с одноимённым названием от студии «Electric Dreams Software» для «ZX Spectrum», «Commodore 64» и «Amstrad CPC». Отзывы критиков были смешанными.

### Комикс
27 февраля 2014 студия «BOOM! Studios» сообщила, что они работают над серией комиксов. Комиксы были созданы Эриком Паувелом и Джоном Карпентером и художником Артом Чирило. Начало серии было положено в июне 2014.
Предыдущая серия комиксов от студии «Top Cow Productions», представленная в 2009 на «Комик Коне», провалилась.

### Коллекция фигурок
В феврале 2015 была выпущена серия фигурок персонажей фильма.

### Слухи о ремейке и возможное продолжение
В июне 2015 году благодаря журналу «TheWrap» появились новости, согласно которым Дуэйн Джонсон намерен исполнить роль Джека Бёртона в ремейке картины. Актёр также выразил заинтересованность в том, чтобы Джон Карпентер принял участие в проекте. На что Карпентер в интервью ответил, что слишком рано о чём-то говорить, так как он не обсуждал этого с Джонсоном и равнодушен к идее снять ремейк.
В августе 2018 года стало известно, что продюсер Хирам Гарсиа заявил, что вместо ремейка у фильма будет продолжение, актёр Дуэйн Джонсон, который играет главную роль, также выступит продюсером.